# بنو سعد (العراق)
بني سعد العراق قبيلة عربية عراقية هوازنية يعود نسبها إلى بنو سعد بن بكر، وتقطن جنوب العراق.

## نسبهم
هم ابناء سعد الرابع بن حسين بن خليفة بن عبد القهار بن وادي بن معروف بن شعيب بن عقبة بن شبيب بن خالد بن شيث بن عدنان بن معلة بن غريب بن غيث بن عبد الدائم بن عبدالله بن محمد بن علي بن سعد الثالث بن الحجاج بن بدر بن هلال بن سعد الثاني بن عبد الرحمن  بن الهيثم بن أبي ذؤيب السعدي. وسعد الأول هو سعد بن بكر.

## الفروع
- الرباح[4]
- الزريرات[4]
- آل جار الله[4]
- المريزات[4]
- آل طاوة[4]
- الشحيلات[4]
- آل غناوي[4]
- آل الملة[4]
- آل سلمان[4]
- آل ثويني[4]
- الحسامات[4]
- البو ياسين[4]
- آل كليب[4][5]

## التاريخ

### نزولهم العراق
عند نزولهم للعراق حدثت بينهم وبين الدولة العثمانية وقعة سميت حمرة سعد، عام 1702-1701م في منطقة أبي غريب بسبب دم القتلة الذي سال على الأرض بينهم وبين السلطة العثمانية التي رفضوا دفع الضرائب لها، فهاجمت السلطة العثمانية مقرهم وقُتل زعيمهم فيصل السعدي وسبعة من أولاده ، وعلى أثر هذه الواقعة تفرَّق عددٌ كبيرٌ منهم إلى أماكن متفرِّقة في وسط وجنوب العراق ومنها كربلاء ، هربا من العثمانيين وبسبب هذا التفرق تعددت المشائخ وأصبح لكلِّ منطقة شيخ أبرزهم جار الله بن طعمة الذي أصبح شيخاً على عموم بني سعد بموافقة جميع الأطراف ومن بعده برز ولده علوان الجار الله خلال مدة الانتداب البريطاني على العراق والذي كانت له مشاركة في ثورة العشرين.

## مشاهير
- علوان بن طعمة الجار الله
- جاسم محسن ملا عبود السعدي كاتب